# Donald Dingue
Le professeur Donald Dingue (Ludwig Von Drake en version originale ) est un personnage de fiction de l'univers des canards créé par les studios Disney. Il apparaît pour la première fois à la télévision le 24 septembre 1961 en tant que présentateur du dessin animé éducatif An Adventure in Color diffusé dans Le Monde Merveilleux en couleurs de Walt Disney (The Wonderful World of Disney) sur NBC.

## Origine
Avant la création du personnage, son rôle didactique avait été tenu par un hibou, le professeur Owl, notamment dans la mini-série Adventures in Music (1953), composée de Melody et Les Instruments de musique.
Ludwig Von Drake est l'une des toutes dernières créations de Walt Disney en personne pour son émission Le Monde Merveilleux en couleurs de Walt Disney (The Wonderful World of Disney). Dans cette série, Ludwig à le rôle de professeur pour faire de la vulgarisation scientifique. Dans la première émission du 24 septembre 1961 où il apparaît, An Adventure in Color, il présente et explique le spectre de la lumière, à l'origine des couleurs. De plus, il chante de plus le thème de ce dessin animé The Spectrum Song. Dans ce même épisode, il s'adresse directement à Walt Disney en lui disant : « Le gars qui travaille pour Donald ! ».
Bill Berg, un des scénaristes de l'épisode An Adventure in Color a beaucoup travaillé sur la création du personnage, notamment sa personnalité. Pour cela, il s'est inspiré de Sid Caesar, comique américain américain des années 50. En effet, dans ses sketchs, l’humoriste avait l'habitude de jouer le rôle d'un professeur au fort accent autrichien qui s'appelait tantôt Ludwig von Spacebrain, Ludwig von Fossil ou Ludwig von Henpecked. Le nom Drake a été choisi parce qu'il se traduit par Canard. Son côté scientifique érudit provient de physiciens allemands travaillant en tant que consultant pour Disney, Wernher von Braun et Heinz Haber. Il a présenté 18 épisodes de la série et prodigua son "enseignement d'expert" sur une grande variété de sujets ainsi que plusieurs disques de Disneyland Records. Son côté échevelé et fantasque inspira vraisemblablement son nom français.

## Généalogie
Donald Dingue fut présenté par Walt Disney comme un oncle éloigné de Donald Duck, semble-t-il d'une branche germanique de la famille Duck qui, plus tard, s'installa en Écosse. Sa position dans la famille n'est pas claire. Toutefois, dans un arbre généalogique établi par le dessinateur Don Rosa  il se trouve être le mari de Matilda Picsou, l'une des deux sœurs de Balthazar Picsou, mais l'éditeur Egmont a refusé son inclusion dans la version officielle publiée en 1993 de cet arbre,,. Actuellement, il n'a pas de conjointe attitrée.

## Ludwig Von Drake au cinéma et à la télévision
La carrière de Ludwig démarre à la télévision avec évidemment la série Le Monde Merveilleux en couleurs de Walt Disney où il fait de la vulgarisation scientifique avec des explications et des chansons. Il y apparaît alors habillé avec une chemise rose, une cravate noire, un gilet rouge et une blouse de laboratoire. Il sera présent dans une quinzaine d'épisodes jusqu'en 1970. L'épisode The Truth About Mother Goose de 1963 se démarque des autres car cette fois-ci Ludwig n'a pas le rôle d'un professeur mais d'un narrateur. En 1962, il sera également présent dans le film Symposium de Chants Populaires (A Symposium on Popular Songs) où il montrera de nouveau ses talents de musicien / chanteur. Ce moyen-métrage sera diffusé au cinéma et nommé à l'Oscar du meilleur court-métrage. Le film contient sept chansons originales composées par les frères Sherman, auteurs-compositeurs pour les studios Disney et qui ont écrit également la chanson The Spectrum Song de An Adventure in Color. Ces sept chansons seront compilées dans un album nommé Tinpanorama.
Depuis la mort de Walt Disney, Le personnage de Ludwig Von Drake devient rare à l'écran et est quasiment invisible dans les années 70 appart dans quelques publicités. Il va de nouveau apparaître sur le petit écran dans les années 80 mais de manière anecdotique dans des dessins animés, à commencer avec la série La Bande à Picsou. Dans cette série, il apparaît dans un seul épisode, La Toison d'or (The Golden Fleecing) de la saison 1 où il joue le rôle d'un psychologue lors d'une séance de thérapie avec Flagada Jones et faisant référence à son rôle didactique. Par la suite, il fera des petites apparitions dans les séries Raw Toonage, Bonkers, Mickey Mania et Couacs en vrac,.
Ce n'est qu'avec la série Disney's tous en boîte qu'il devient un personnage récurrent. Dans cette série, il tente d'améliorer le club avec ses inventions et il est difficile de le battre dans un grand nombre de concours de questions. Il possède aussi sa propre mini-série nommée Von Drake's House of Genius dans laquelle malheureusement il invente des choses qui ont toujours été découvertes avant ou qui lui explosent à la figure. Par exemple, il a inventé une machine à imprimer de l'argent mais a été arrêté par la police comme faussaire, dans une autre histoire il est l'inventeur d'une carte bancaire spéciale permettant le retrait de toute somme désirée et qui a été volée par Le Fantôme noir, que Mickey, Dingo et Donald tentent d'arrêter.
Il apparaît régulièrement dans La Maison de Mickey où il tient le rôle de professeur et donc un des principaux rôles de la série destinée à l'éducation des plus jeunes.
On le voit également dans quelques épisodes du reboot de La Bande à Picsou (DuckTales 2017). Dans cette série, il n'apparait que dans les histoires se déroulant dans le passé, où il joue un tout nouveau rôle, celui de chef du C.H.U.T. (S.H.U.S.H. en VO), une organisation secrète luttant contre la criminalité.
Lors de ses apparitions en dessins animés il est appelé en VF par son nom original Ludwig Van Drake (parfois "Professeur Van Drake").

### Apparitions dansLe Monde Merveilleux en couleurs de Walt Disney
- 24 septembre 1961 : An Adventure in Color
- 22 octobre 1961 : L'instinct de chasse (The Hunting Instinct)
- 5 novembre 1961 : Introspection de Donald le Canard (Inside Donald Duck)
- 10 décembre 1961 : Kids Is Kids
- 4 mars 1962 : Carnival Time
- 8 août 1962 : Mister Dingue, Professeur de Flamenco (Von Drake in SPain)
- 21 octobre 1962 : L’Homme Est Son Propre Ennemi (Man is His Own Worst Enemy)
- 6 janvier 1963 : Trois Histoires Invraisemblables (Three Tall Tales)
- 10 février 1963 : Inside Outer Space
- 3 mars 1963 : Square Peg in a Round Hole
- 13 octobre 1963 : Professeur Dingue... Aviateur (Fly with Von Drake)
- 17 novembre 1963 : The Truth About Mother Goose
- 19 janvier 1964 : Mediterranean Cruise
- 22 mars 1964 : In Shape with Von Drake
- 11 octobre 1964 : A Rag, A Bone, a Box of Junk
- 30 janvier 1966 : Music for Everybody
- 29 mars 1970 : Bizarreries de la Nature (Nature's Strangest Oddballs)

### Apparitions dansChantons avec Disney
Ludwig Von Drake sert d'hôte dans six volumes de la série Chantons avec Disney.
- 5 janvier 1988 :  You Can Fly
- 28 septembre 1989 :  Fun With Music (avec Professor Owl)
- 14 août 1990 :  Under the Sea
- 25 décembre 1990 :  I Love to Laugh (aussi nommé Supercalifragilisticexpialidocious)
- 12 mars 1994 :  101 Notes of Fun
- 21 juillet 1995 :  Colors of the Wind

### Apparitions au Cinéma
- 19 décembre 1962 :  Symposium de Chants Populaires (A Symposium on Popular Songs)

### Apparitions dans d'autres séries animées
- 1987-1989 : La Bande à Picsou (DuckTales)
- 1992-1993 : Raw Toonage
- 1993-1994 : Bonkers
- 1996 : Couacs en vrac (Quack Pack)
- 1999-2000 : Mickey Mania (Mickey Mouse Works)
- 2001-2004 : Disney's tous en boîte (Disney's House of Mouse)
- 2006-2016 : La Maison de Mickey (Mickey Mouse Clubhouse)
- 2013-2019 : Mickey Mouse
- 2017-2021 : La Bande à Picsou (DuckTales)
- 2017-En cours : Mickey et ses amis : Top Départ ! (Mickey and the Roadster Racers)
- 2017-2019 : Les Histoires Toc-Toc de Tic & Tac (Chip ‘N’ Dale : Nutty Tales)
- 2020-En cours : Le Monde Merveilleux de Mickey (The Wonderful World of Mickey Mouse)
- 2021-En cours : La Maison magique de Mickey (Mickey Mouse Funhouse)
- 2021-En cours : La boutique de Minnie (Minnie's Bow-Toons)

## La voix de Ludwig Van Drake

### Voix originales
- Paul Frees (de 1961 à 1985[18])
- Walker Edmiston (de 1985 à 2006)
- Corey Burton (depuis 2006[19])

### Voix françaises
- Roger Carel (de 1961 à 2012)
- Jean-Claude Donda (depuis 2013)

## Ludwig Von Drake en bande dessinée
D'après la base INDUCKS, Ludwig Von Drake figure dans environ 2600 histoires différentes, dont 409 ont été publiées en France (en décembre 2022).
En parallèle de la télévision, le personnage est introduit dans les planches hebdomadaires Donald Duck avec sa première apparition le [24 septembre 1961 sur une planche scénarisée par Bob Karp et dessinée par Al Taliaferro. Dans cette première planche, il apparait sur un portrait d'un tableau pour être présenté dès la semaine suivante de manière physique où Donald le présente à Daisy.
En novembre 1961, Dell Comics lance une série de comics avec pour vedette Ludwig Von Drake, illustrée par Tony Strobl. Seuls quatre numéros ont été édités avant l'arrêt de la série en mai 1962. Le personnage a toutefois poursuivi sa vie en bande dessinée en faisant des apparitions dans plusieurs histoires Disney et plus régulièrement dans les Donald Duck.
Le personnage est ensuite utilisé dans les récits des comics Walt Disney's Comics & Stories dont une histoire de Carl Barks, un des dessinateurs les plus connus de l'univers des canards de Disney. En effet, l'auteur va utiliser une seule fois le personnage pour une brève apparition dans un gag en une planche du Uncle Scrooge numéro 54 daté de décembre 1964, probablement sur demande expresse de l'éditeur,.
Dans les années 1970, le personnage sera pratiquement utilisé que par les auteurs italiens tel que Romano Scarpa avec l'histoire La fantastique aventure de Marco Polo (La storia di Marco Polo detta Il Milione) de 1982 et de son disciple Giorgio Cavazzano avec l'histoire Picsou Le monde perdu (Paperino in: Il mondo perduto) de 1995,.
Alors que le personnage est très utilisé en Italie, les éditeurs des autres pays europérens comme Egmont refusent d'éditer des histoires avec ce personnage cail il ne le comprennent pas. Notamment, Egmont interdira l'utilisation du personnage par Don Rosa (notamment dans son arbre généalogique) qui l'utilisera néanmoins, de manière très discrète, dans Un petit cadeau très spécial (A Little Something Special), ainsi que dans Le joueur de flûte de Donaldville (The pied piper of Duckburg),.
Il faut aussi noter le fait que Ludwig Von Drake fit quelques apparitions dans la rubrique « Couac!, le plus dingue des canards » du magazine Super Picsou Géant. Par exemple, dans le numéro 98, il est présent dans un jeu télévisé fictif, « Coffre-Fort Canard », où il passe toute la rubrique à chercher l'énoncé d'une énigme permettant de gagner le jeu.

## Ludwig Von Drake en jeu vidéo
Ludwig Von Drake apparaît dans le jeu vidéo Mickey's Speedway USA sur Nintendo 64.

## Noms à travers le monde
- allemand: Primus von Quack
- anglais: Ludwig Von Drake
- arabe: Bal Gut (بلغوط البط)[29]
- danois: Raptus von And (malgré ce nom il n'est pas de la même famille que Picsou, nommé Joakim von And)
- croate: Staja Patak
- espagnol: Ludwig Von Pato (Amérique Latine), Perico Librote (Espagne)
- néerlandais: Otto van Drakenstein
- finnois: Taavi Ankka
- grec: Λούντβιχ Φον Ντρέηκ
- italien: Pico de Paperis
- indonésien: Profesor Otto
- islandais: Lúðvík (parfois nommé "Pikkó")
- norvégien: Raptus von Rupp
- portugais: Professor Ludovico Von Pato
- polonais: Ludvig von Drake (dans Disney's tous en boîte), Profesor Kwaczyński (dans les bandes dessinées)
- serbe: Staja Patak (Deda Staja)
- slovène: Profesor Modrijan
- suédois: Ludwig von Anka (malgré ce nom il n'est pas de la même famille que Picsou, nommé Joakim von Anka)